# Nejc Vidmar
Nejc Vidmar (sinh 31 tháng 3 năm 1989 ở Ljubljana) là một thủ môn bóng đá Slovenia thi đấu cho Olimpija Ljubljana ở Slovenian PrvaLiga.

## Sự nghiệp quốc tế
Vidmar được triệu tập lần đầu tiên vào đội tuyển Slovenia thi đấu play-off UEFA Euro 2016 trước Ukraina vào tháng 11 năm 2015.